# شوارتساخ فرارلبرگ
شوارتساخ فرارلبرگ (به آلمانی: Schwarzach) یک منطقهٔ مسکونی در اتریش است که در ناحیه برگنتس واقع شده‌است. شوارتساخ فرارلبرگ ۴٫۹۱ کیلومتر مربع مساحت دارد ۴۳۳ متر بالاتر از سطح دریا واقع شده‌است.